# GensDataPro
GensDataPro is een computerprogramma voor het verwerken, opslaan en uitvoeren van genealogische data. Het is geschikt voor Windows en biedt meerdere mogelijkheden, onder meer het importeren van data uit WieWasWie en het exporteren in tekstuele en grafische mogelijkheden en naar Genealogie Online.
De eerste professionele versie van GensDataPro verscheen op 19 juli 2002 en werd in Den Haag aangeboden aan de heer dr. M.W. van Boven, directeur van het Nationaal Archief. Het programma wordt uitgegeven door de Nederlandse Genealogische Vereniging. De helpdesk wordt bemand door vrijwilligers van de Nederlandse Genealogische Vereniging.
De doelgroep van het programma bestaat uit Nederlandstalige genealogen. Dit houdt in dat er goed rekening wordt gehouden met voorvoegsels en patroniemen. Uitvoer is mogelijk in Nederlands, Frans, Duits en Engels, en men kan een eigen taal definiëren, bijvoorbeeld Fries.
Het programma is een Windows applicatie met uitvoermogelijkheden naar HTML en MSWord. Het heeft de gegevens lokaal op de PC waarop men werkt, en dus niet online.
Het programma is met name interessant voor wie grote aantallen foto's en scans van bronnen goed wil onderbrengen in een systeem. Zo kan men bronnen aanmaken, deze voorzien van scans van de bron, en de bron koppelen aan alle personen (en andere objecten zoals woningen of boerderijen) die in de bron worden genoemd. 
Er is een uitgebreid helpbestand dat elke knop en menuoptie uitlegt. Daarnaast staan op de website instructie video's over hoe te werken in GensDataPro. 